# Hypostomus pospisili
Hypostomus pospisili és una espècie de peix de la família dels loricàrids i de l'ordre dels siluriformes. Va ser descrit per l'ictiòleg Leonard P. Schultz el 1944.